# Pang Chŏng-hwan

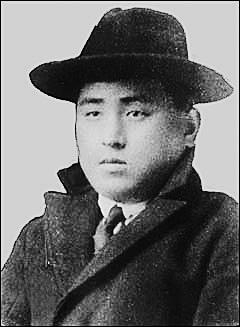
Pang Chŏng-hwan (vor 1931)

Pang Chŏng-hwan (* 9. November 1899 in Seoul, Korea; † 23. Juli 1931 ebenda) war ein koreanischer Schriftsteller.

## Leben
Pang Chŏng-hwan wurde 1899 in Seoul geboren. Sein Künstlername ist Sop'a (소파|小波). Er studierte Kinderpsychologie und Literatur an der Tōyō-Universität in Japan. Er starb am 23. Juli 1931 an Nierenversagen in Seoul. 
Pang wird als der Vater der koreanischen Kinderliteratur angesehen. Er gründete die Zeitschrift Kinder (어린이), ein Literaturmagazin für Kinder, welches von 1923 bis 1934 herausgegeben wurde, und trug dazu bei, Kinderliteratur in Geschichten, Liedern und Theaterstücken als eigenes Genre zu etablieren. Er schrieb Geschichten, Adaptionen und Übersetzungen für das Literaturmagazin, die einen Eindruck davon vermitteln, dass er für die Probleme von Kindern, v. a. solche, die aus materieller Not resultieren, Verständnis hatte. In seinen Werken siegt am Ende immer das Gute über das Böse. Er versuchte auch auf andere Weise das Leben von Kindern sowohl kulturell als auch materiell zu verbessern. Er organisierte Theaterfestivals und öffentliche Lesungen als Teil einer Kulturbewegung für Kinder und war einer der Initiatoren bei der Einführung des Kindertags in Korea, der zum ersten Mal am 1. Mai 1922 gefeiert wurde. Er gründete außerdem eine Reihe von Organisationen für Kinder.

## Arbeiten
(Quelle:)

### Koreanisch

#### Kinderlieder
- 형제별 Sternenbrüder (1923)
- 가을밤 Herbstnacht (1923)
- 귀뚜라미 Die Grille (1924)
- 잘 가거라 열 다섯 살아 Auf Wiedersehen 15 (1925)
- 산길 Bergpfad (1926)
- 눈오는 새벽 Schnee in der Morgendämmerung (1926)
- 여름비 Sommerregen (1926)
- 물새 Wasservogel (1927)
- 늙은 잠자리 Alte Libelle (1929)
- 소낙비 Regenschauer (1929)
- 길 떠나는 제비 Die Schwalbe, die vom Weg abwich (1929)
- 눈 Schnee (1930)
- 엄마 품 In Mamas Armen (1930)
- 바람 Wind (1930)
- 뒷집영감 Der Alte von Nebenan (1931)
- 어머니 Mutter (1931)
- 우리집 Unser Haus (1931)
- 첫여름 Der erste Sommer (1931)

#### Märchen
- 나비의 꿈 Der Traum des Schmetterlings (1923)
- 이상한 샘물 Das merkwürdige Quellwasser (1923)
- 두더쥐의 혼인 Die Hochzeit des Maulwurfs (1924)
- 4월 그믐날 밤 Am Abend des letzten Tages im April (1924)
- 막보의 큰상자 Die große Kiste des Tauben (1924)
- 선물 아닌 선물 Das Geschenk, das kein Geschenk ist (1924)
- 과거문제 Probleme aus der Vergangenheit (1925)
- 귀먹은 집오리 Die taube Ente (1925)
- 까치의 옷 Die Kleider der Elster (1925)
- 양초귀신 Kerzengeist (1925)
- 무서운두꺼비 Die grausige Kröte (1926)
- 벚꽃이야기 Die Geschichte der Kirchblüte (1926)
- 시골쥐 서울구경 Die Landmaus zu Besuch in Seoul (1926)
- 욕심장이 땅차지 Der gierige Landbesitzer (1926)
- 호랑이 형님 Bruder Tiger (1926)
- 설떡, 술떡 Reiskuchen (1926)
- 꼬부랑할머니 Die gebückte Alte (1929)
- 세숫물 Waschwasser (1930)
- 겁쟁이도둑 Der feige Dieb (1930)
- 삼부자의 곰잡기 Der Vater, der mit seinen beiden Söhnen einen Bär fing (1930)

#### Romane
- 동생을 찾아서 Weil ich meinen kleinen Bruder suche (1925)
- 칠칠단의 비밀 Das Geheimnis von Ch'ilch'ildan (1926–1927)
- 소년사천왕 Die vier jungen Götter (1929–1930)
- 개구리왕자 Der Froschprinz (1924)
- 금토끼 Der goldene Hase (1924)
- 눈 어두운 포수 Der blinde Jäger (1923)
- 물망초이야기 Die Geschichte des Vergissmeinnicht (1923)
- 사랑의 선물 Geschenk aus Liebe (1922)
- 작은이의 이름 Der Name des Kleinen (1924)

#### Theaterstücke für Kinder
- 노래주머니 Eine Tüte voller Lieder (1923)

#### Essays
- 뭉게구름의 비밀 Das Geheimnis der Kumuluswolke (1924)
- 어린이 찬미 Lob für Kinder (1924)

## Auszeichnungen
- 1980 – 건국훈장 (Staatsorden)
- 1978 – 금관문화훈장 (Kulturorden in Gold)

Quelle: